# 다카세정 (가가와현)
다카세정(일본어: 高瀬町)은 일본 가가와현 미토요시에 존재하는 지구이며, 또한 과거 가가와현에 있던 정이다. 이 기사에서는 자치체 시대의 다카세 정, 현재의 미토요시 다카세 지구 양쪽에 대해 기술한다.

## 역사
- 1955년 3월 31일 - 가미타카세촌, 가쓰마촌, 히지후타촌, 니노미야촌, 아사촌이 합병해 다카세정이 되었다.
- 2006년 1월 1일 - 니오정, 사이타정, 도요나카정, 야마모토정, 다쿠마정, 미노정과 합병해 미토요시가 되었다.

## 자매 도시
- 대한민국 경상남도 합천군

## 교통

### 철도
- 시코쿠 여객철도
  - 요산선
  - 도산 선

### 도로
- 다카마쓰 자동차도(일본어판) (다카세PA)
- 국도 제11호선
- 국도 제377호선 (일본)(일본어판)

## 참고 문헌
- 角川日本地名大辞典編纂委員会, 『角川日本地名大辞典 43 香川県』, 1985, 角川書店